# Guayaquil (kanton)
Guayaquil – kanton w prowincji Guayas, w Ekwadorze. Stolicą kantonu jest Guayaquil.